# TEX33
TEX33 (англ. Testis expressed 33) – білок, який кодується однойменним геном, розташованим у людей на довгому плечі 22-ї хромосоми. Довжина поліпептидного ланцюга білка становить 280 амінокислот, а молекулярна маса — 30 725.
| 10         |  | 20         |  | 30         |  | 40         |  | 50         |
| ---------- |  | ---------- |  | ---------- |  | ---------- |  | ---------- |
| MELGHGAGTT |  | TFTRAHLNDK |  | EGQQDLDPWK |  | AAYSSLDTSK |  | FKNQGLSSPQ |
| PLPLGASAQG |  | SSLGQCHLKE |  | IPPPPPTAAS |  | RDSLGMDPQS |  | RSLKNAGSRS |
| SSRENRATSG |  | EGAQPCQGTD |  | DGPSLGAQDQ |  | RSTPTNQKGS |  | IIPNNIRHKF |
| GSNVVDQLVS |  | EEQAQKAIDE |  | VFEGQKRASS |  | WPSRTQNPVE |  | ISSVFSDYYD |
| LGYNMRSNLF |  | RGAAEETKSL |  | MKASYTPEVI |  | EKSVRDLEHW |  | HGRKTDDLGR |
| WHQKNAMNLN |  | LQKALEEKYG |  | ENSKSKSSKY |  |            |  |            |

A: Аланін

C: Цистеїн

D: Аспарагінова кислота

E: Глутамінова кислота

F: Фенілаланін

G: Гліцин

H: Гістидин

I: Ізолейцин

K: Лізин

L: Лейцин

M: Метіонін

N: Аспарагін

P: Пролін

Q: Глутамін

R: Аргінін

S: Серин

T: Треонін

V: Валін

W: Триптофан

Задіяний у такому біологічному процесі, як альтернативний сплайсинг. 